# Metka Munih
Metka Munih (* 23. April 1959 in Ljubljana) ist eine ehemalige jugoslawische Skilangläuferin.
Munih, die für den SK Olimpija aus Ljubljana startete, trat international erstmals bei den Weltmeisterschaften 1982 in Oslo in Erscheinung. Dort kam sie auf den 49. Platz über 5 km und auf den 47. Rang über 10 km. Bei den Olympischen Winterspielen 1984 in Sarajevo belegte sie jeweils den 43. Platz über 5 km und 10 km, den 38. Rang über 20 km und zusammen mit Jana Mlakar, Andreja Smrekar und Tatjana Smolnikar den zehnten Platz in der Staffel.